# 조영원 선생 공적비
조영원 선생 공적비는 대한민국 경기도 포천시 창수면 추동리, 창수초등학교 내에 있다. 1986년 4월 9일 포천시의 향토유적 제24호로 지정되었다.

## 개요
이 공적비는 조영원 선생의 민족독립운동에 헌신한 공로와 정신을 기리기 위하여 1982년 포천유지들이 뜻을 모아 건립한 것이다.
독립지사 조영원(1892~1974) 선생의 호는 각산(覺山), 본관은 한양이다.
유신(維新)학교를 졸업한 뒤 1920년 상해로 망명, 상해임시정부 의정원의원, 임정 국무원 비서장서리 등을 지냈고 1926년 촉성회 대표로 만주에 파견 김좌진 장군이 영도하던 신민부(新民府)의 군사위원으로 활약하면서 해림신창학교를 창설하여 인재양성에 힘썼으며 1931년 한국독립군 총사령부 총참모 등 많은 활약 중 1933년 만주에서 왜경에 체포되어 사형수로 복역중 5년간 집행유예로 본국에 압송되었다. 1968년 독립유공자 대통령 표창을 받았다.

## 같이 보기
- 창수초등학교